# Aart Geurtsen
Aart Geurtsen (ur. 17 stycznia 1926 w Schiedam, zm. 24 września 2005 w Vlaardingen) – holenderski polityk i prawnik, poseł do Tweede Kamer, eurodeputowany I kadencji.

## Życiorys
Z zawodu prawnik, przez wiele lat praktykował jako adwokat w Rotterdamie. Zaangażował się w działalność polityczną w ramach Partii Ludowej na rzecz Wolności i Demokracji, był m.in. rzecznikiem partii ds. prawnych i klasy średniej. Od 1967 do 1981 posłował w niższej izbie parlamentu, Tweede Kamer. Jako parlamentarzysta współtworzył projekty prawa legalizującego kasyna oraz aborcję (tylko pierwsza z ustaw została przyjęta).
W 1979 wybrany do Parlamentu Europejskiego jako jeden z dwóch Holendrów z podwójnym mandatem. Przystąpił do frakcji liberalno-demokratycznej, należał do Komisji ds. Kwestii Prawnych oraz Komisji ds. Weryfikacji Mandatów. W 1982 był kandydatem na ministra, jednak odmówił objęcia tej funkcji. Później kierował krajową unią przedsiębiorców (1986–1987) oraz komisją nadzorującej media (1988–1996). Został członkiem różnych rad nadzorczych i ciał doradczych m.in. w Nederlandsche Middenstandsbank, organizacjach nadawców oraz funduszach ubezpieczeniowych.